# 伊萬·施蘭茨
伊萬·施蘭茨（1993年9月13日—）是一位斯洛伐克足球运动员，現效力捷克足球甲級聯賽球隊布拉格斯拉維亞，斯洛伐克國家足球隊成員。

## 榮譽
AEL利馬素
- 塞浦路斯盃冠軍 : 2018–19[4]

布拉格斯拉維亞
- 捷克盃冠軍 : 2022–23[5]

斯洛伐克國家隊
- 歐洲國家盃神射手：2024[6]

## 外部連結
- Soccerway資料庫：伊萬·施蘭茨